# ولی‌آباد (چالوس)
ولی آباد، روستایی است از توابع بخش مرزن‌آباد شهرستان چالوس در استان مازندران ایران.این روستا با جمعیت ۴۵۰ خانوار می باشد، این روستا قبل از پادشاهی ناصرالدین شاه قاجار به نام ارند ( انند)  نام داشت و بعد از سفر ناصرالدین شاه به این روستا نام این روستا به ولی آباد تغییر پیدا کرد. ولی آباد همچنین یکی از قدیمی ترین راه های ایران به نام راه شاهی را نیز دارد که شاه و خدمه آن با گاری و اسب از آنجا گذر می‌کردند و یکی از نام های معروف این راه دروازه ولی آباد است.

## جمعیت
این روستا در دهستان کوهستان (چالوس) قرار دارد و براساس سرشماری مرکز آمار ایران در سال ۱۳۸۵، جمعیت آن ۲۷۱ نفر (۶۶خانوار) بوده‌است. مردم ولی آباد از قومیت طبری هستند. مردم ولی آباد به زبان طبری با گویش چالوسی سخن می‌گویند.

## جستار های وابسته
- شهرستان چالوس